# Fool (Joe Jackson)
Fool è il ventesimo album in studio del cantautore britannico Joe Jackson, pubblicato il 18 gennaio 2019.

## Tracce
Testi e musiche di Joe Jackson.
1. Big Black Cloud – 6:01
2. Fabulously Absolute – 4:14
3. Dave – 5:04
4. Strange Land – 5:41
5. Friend Better – 4:51
6. Fool – 4:59
7. 32 Kisses – 4:28
8. Alchemy – 6:50

## Musicisti
- Joe Jackson – voce, pianoforte, tastiere, programmazione
- Teddy Kumpel – chitarra elettrica, cori
- Graham Maby – basso, cori
- Doug Yowell – batteria, programmazione, cori